# Pterolepis elymica
Pterolepis elymica Galvagni & Massa , 1980 è un insetto ortottero della famiglia Tettigoniidae, endemico della Sicilia.